# Septembre 1849

## Événements
- 7 septembre, France : la lettre de Louis-Napoléon Bonaparte à Edgar Ney, datée du 18 août précédent, parait le 7 au Moniteur. Le désaveu du prince-président de la politique de réaction de Pie IX provoque une crise gouvernementale (le ministre légitimiste Alfred de Falloux démissionne) qui sert les intérêts du parti de l'Ordre. Odilon Barrot songe un temps à céder la place à Adolphe Thiers, présenté par le journal satirique La Silhouette en train de faire courir le bruit que « Toc-Toc se retire des affaires pour se consacrer exclusivement à l'éducation et à l'amitié de ses lévriers ».

- 8 septembre, France :
  - décret créant une Commission municipale provisoire qui va durer jusqu'à la chute du Second Empire;
  - Victor Hugo et Juliette Drouet entreprennent un court voyage. Compiègne, Montdidier, Moreuil, Amiens, Ailly-le-Haut-Clocher, Abbeville, Saint-Valery-sur-Somme, Le Tréport, Dieppe, Beauvais, Clermont.

- 17 septembre, France :
  - retour de Hugo et Juliette à Paris;
  - Victor Hugo dépose au Conseil d'État « sur la liberté du théâtre ».

- 30 septembre :
  - Vienne et Berlin font de l’établissement d’un pouvoir fort une priorité absolue. Cela a pour effet la dissolution de l’alliance des Trois Rois (Hanovre, Prusse, Saxe) envisagée un moment par le conseiller du roi de Prusse von Radowitz qui prévoyait l’intégration de l’empire d’Autriche dans une nouvelle union allemande.
  - France : seconde déposition de Hugo au Conseil d'État sur la liberté du théâtre.

## Naissances
- 10 septembre : Karl Anton Eugen Prantl (mort en 1893), botaniste allemand.
- 14 septembre : Ivan Pavlov (mort en 1936), physiologiste russe, prix Nobel de physiologie ou médecine en 1904.
- 17 septembre : Carl Bock (mort en 1932), naturaliste et explorateur suédois.
- 19 septembre : Joseph-Clovis-Kemner Laflamme (mort en 1910), prêtre catholique et géologue canadien.
- 20 septembre : George Bird Grinnell (mort en 1938), anthropologue, historien, naturaliste et écrivain américain.
- 23 septembre : Hugo von Seeliger (mort en 1924), astronome allemand.
- 26 septembre : Ivan Pavlov, physiologiste russe († 27 février 1936).
- 27 septembre : Émile Claus, peintre belge († 14 juin 1924).
- 30 septembre :
  - Armand Steurs (mort le 16 octobre 1899), politicien belge
  - Michał Bobrzyński (mort le 3 juillet 1935), historien polonais

## Décès
- 21 septembre : Ricard de Saint-Hilaire, littérateur et poète français.
- 25 septembre : Johann Strauss père, compositeur.